# Lapa (kommun i Brasilien)
Lapa är en kommun i Brasilien.   Den ligger i delstaten Paraná, i den södra delen av landet, 1 100 km söder om huvudstaden Brasília. Antalet invånare är 44 936.
Följande samhällen finns i Lapa:
- Lapa

I omgivningarna runt Lapa växer i huvudsak städsegrön lövskog. Runt Lapa är det glesbefolkat, med 14 invånare per kvadratkilometer.